# Lufthansa Italia

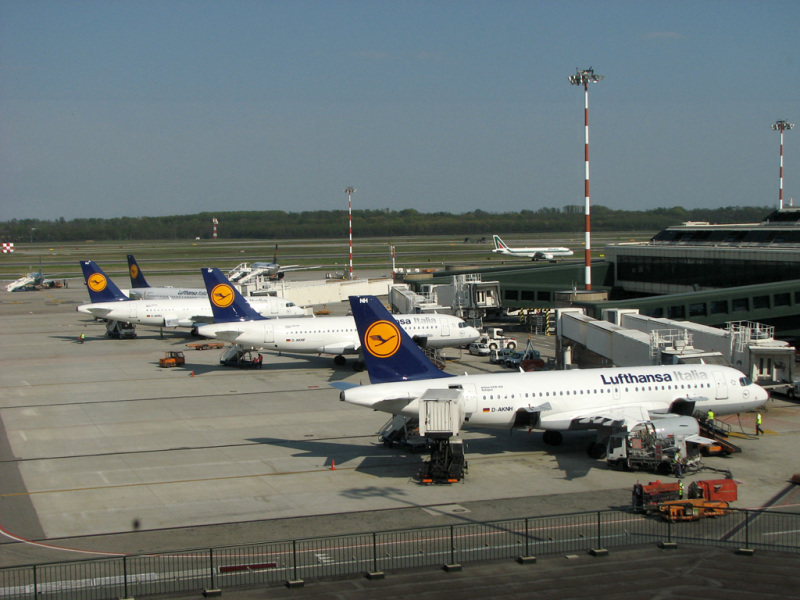
Airbus A.319 nell'aeroporto di Milano Malpensa.

Lufthansa Italia S.p.A. è stata una compagnia aerea con sede a Milano e base operativa presso l'aeroporto di Milano-Malpensa, interamente controllata dal Gruppo Lufthansa. La società iniziò le operazioni di volo il 2 febbraio 2009, verso otto importanti città europee con una flotta di sei aerei del tipo Airbus A.319. Lufthansa Italia operava tutti i voli di linea utilizzando l'indicativo di chiamata e il numero di volo Lufthansa. Tuttavia, per i voli operati direttamente con il proprio COA, il codice ICAO utilizzato era LIT. Gli unici voli operati con questo codice erano charter. Visti i modesti risultati ottenuti negli ultimi mesi le attività terminarono il 29 ottobre 2011.

## Storia
Il 28 aprile 2008 Lufthansa annunciò l’intenzione di dislocare sei aerei Embraer EMB-195 presso l'aeroporto di Milano-Malpensa per effettuare voli da e per l'Europa tramite Air Dolomiti, sussidiaria italiana del gruppo germanico. L’11 settembre 2008 fu annunciato che le otto destinazioni previste sarebbero state invece servite con i più capienti Airbus A.319. Il 26 novembre, la capogruppo annunciò che tutte le operazioni inizialmente pianificate per Air Dolomiti sarebbero state gestite da una nuova compagnia, Lufthansa Italia. Il giorno seguente la nuova sussidiaria venne registrata legalmente. Alcuni osservatori fecero notare che la pur lodevole iniziativa era varata nel pieno di una crisi economica innescata negli Stati Uniti e già trabordata in Europa.
Le operazioni di volo iniziarono il 2 febbraio 2009 verso destinazioni esclusivamente internazionali. Grazie ai buoni risultati delle prenotazioni, il 4 marzo Lufthansa annunciò l’avvio delle prime tre rotte nazionali: Roma, Napoli e Bari. Inoltre, il 29 giugno, Lufthansa Italia richiese ulteriori 10 slot giornalieri nll'aeroporto di Milano-Malpensa per voli a medio raggio.
Il 16 febbraio 2010 il collegamento per Roma-Fiumicino venne però interrotto, perché, secondo la responsabile Heike Birlenbach, l'affluenza non soddisfaceva le aspettative. Per compensare la chiusura delle rotte per Bruxelles e Roma, il 28 marzo 2010 vennero attivate tre nuove destinazioni. Durante l’estate vennero quindi inaugurate tre rotte stagionali.
Il 21 luglio, Lufthansa annunciò due nuove destinazioni: Catania e Praga, con inizio nella stagione invernale 2010/2011. Tuttavia, il 3 settembre Catania fu rimossa dalle vendite e Bucarest divenne una destinazione stagionale. Al contrario, il volo su Napoli, inizialmente previsto due volte al giorno, fu incrementato a tre frequenze giornaliere.
Nell’ottobre 2010 fu annunciato che il volo per Catania sarebbe stato operativo dal 27 marzo 2011. Inoltre vennero confermati per l’estate 2011 i voli stagionali per Ibiza e Olbia, e si aggiunsero due nuove destinazioni da luglio a settembre: Cagliari e Palma di Maiorca.
Il 26 gennaio 2011 un comunicato stampa annunciò che Heike Birlenbach, sarebbe stata sostituita da Michael Andreas Kraus, già AD di Air Dolomiti. I risultati dei mesi successivi furono comunque inferiori alle aspettative. Infatti, con un comunicato stampa del 23 maggio 2011, fu annunciata la chiusura delle attività, con l'entrata in vigore dell'orario invernale IATA in ottobre. L'ultimo volo Lufthansa Italia, da Palermo a Milano, fu effettuato il 29 ottobre 2011.
Lufthansa Italia avrebbe dovuto ricevere il COA italiano dall’ENAC nel 2010. Tuttavia, al 31 dicembre 2010, non vi era alcuna notizia ufficiale e la compagnia non risultava nell'elenco delle imprese titolari di licenza di trasporto aereo. L’11 gennaio 2011, la società ricevette il COA Italiano. Il primo volo di linea operato con il nuovo COA fu il volo LH3714, in direzione di Stoccolma.

## Flotta

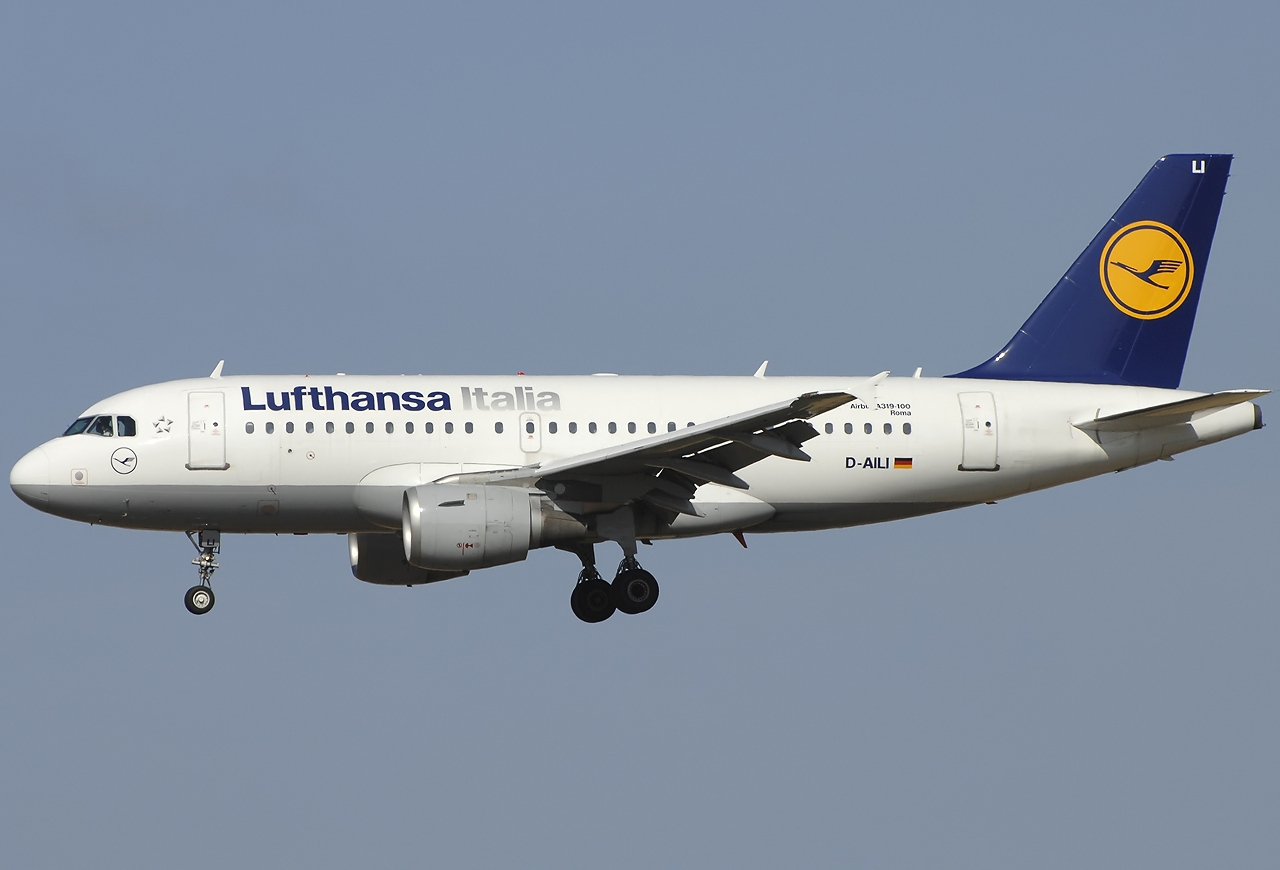
L'Airbus A.319-100 immatricolato D-AILI

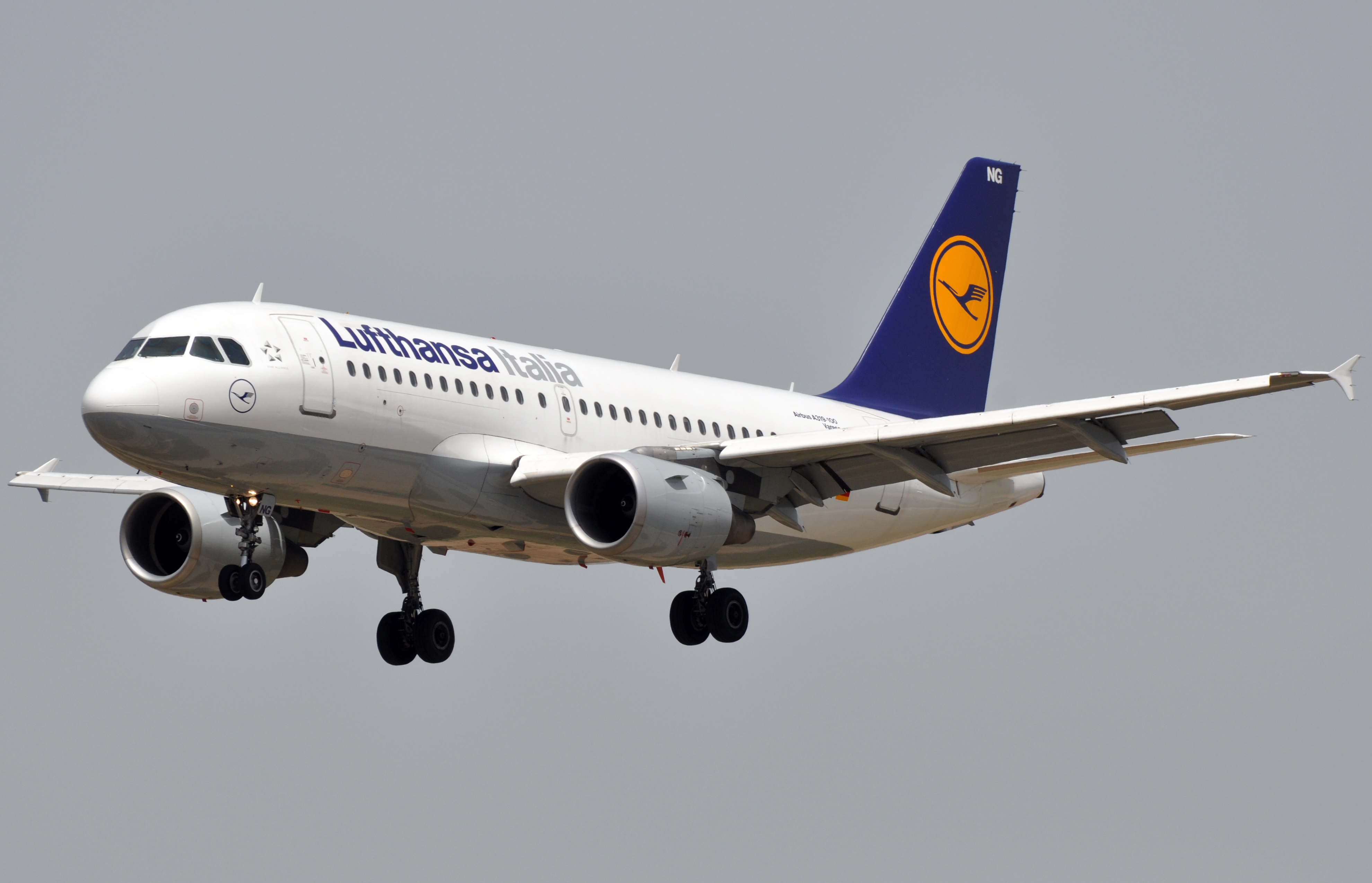
L'Airbus A.319-100 immatricolato D-AKNG

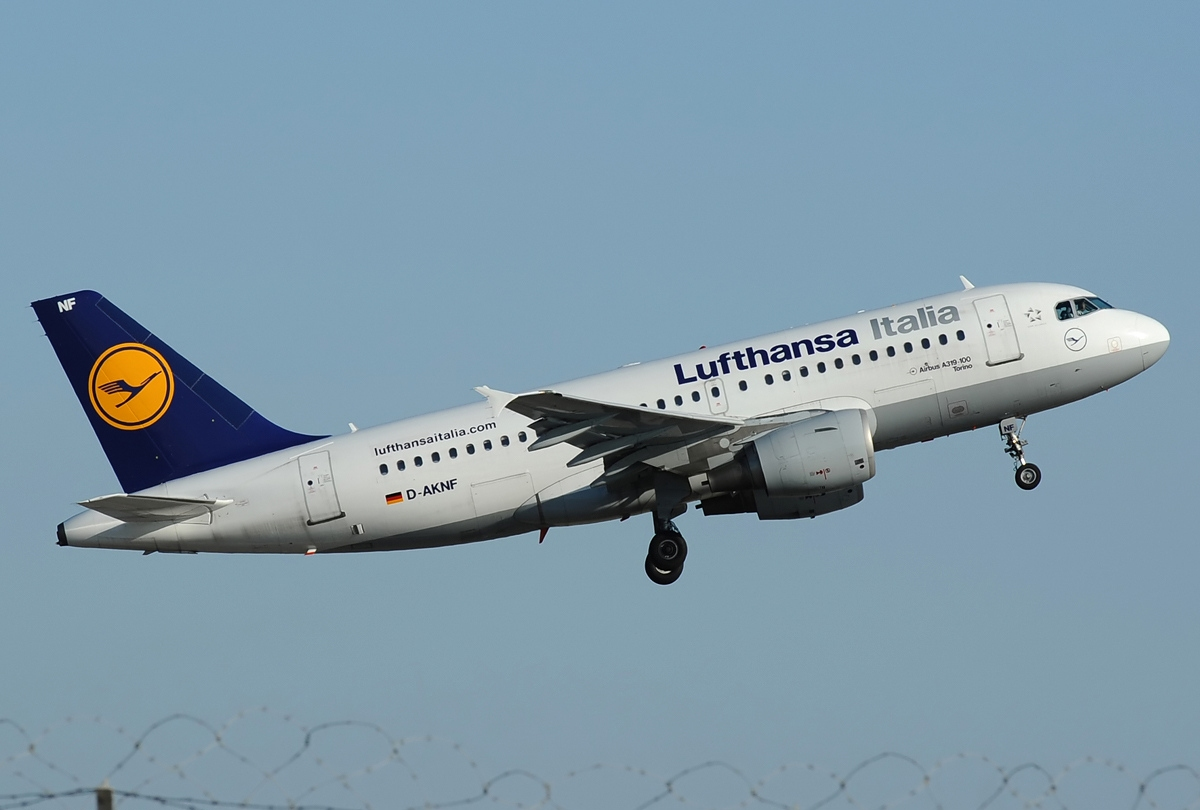
L'Airbus A319-100 immatricolato D-AKNF

La flotta di Lufthansa Italia era composta da nove Airbus A319-100, battezzati con il nome di alcune città.

### Elenco degli aerei e relativi nomi

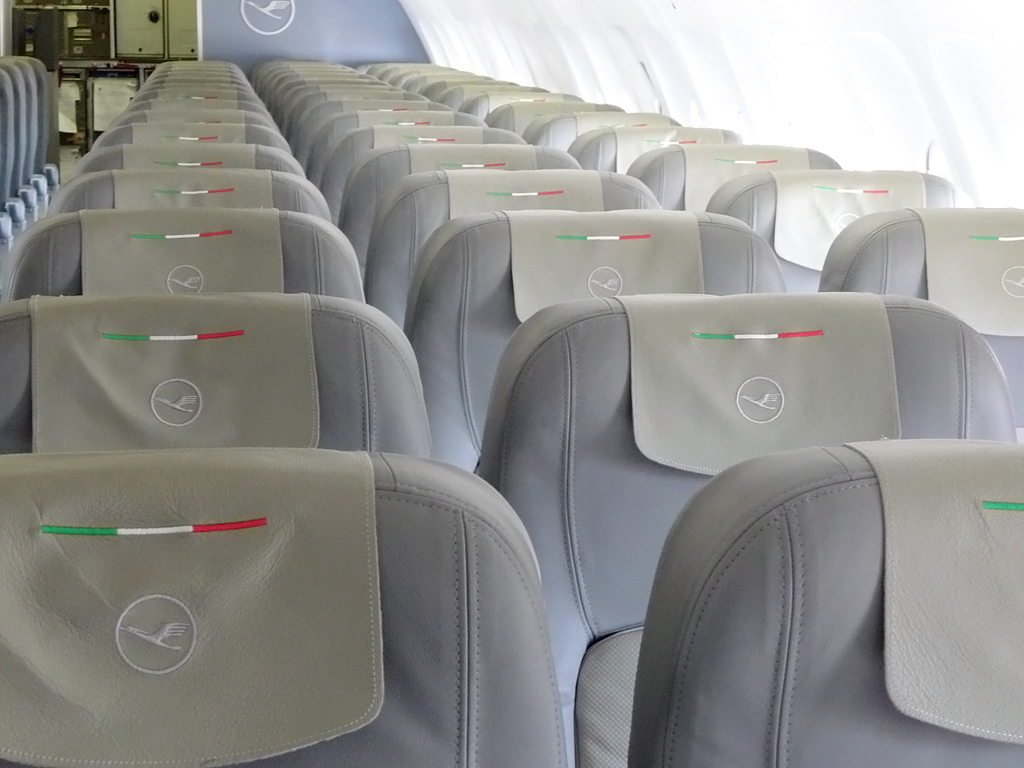
Gli interni di un A.319 di Lufthansa Italia.

- D-AILF Catania
- Gli interni di un A.319 di Lufthansa Italia.D-AILH Palermo
- D-AILI Roma
- D-AILL Marburgo (Morpurgo)
- D-AKNF Torino
- D-AKNG Varese
- D-AKNH Bologna
- D-AKNI Genova
- D-AKNJ Milano